# PBASIC
PBASIC — версия BASIC на базе микроконтроллера, созданная Parallax, Inc. в 1992 году.

## Описание
PBASIC был создан для того, чтобы сделать использование микроконтроллеров и встраиваемых процессоров более простым. Используется для написания кода для микроконтроллеров BASIC Stamp. После написания кода таковой токенизируется и загружается в EEPROM на микроконтроллере. Эти токены извлекаются микроконтроллером и используются для генерации инструкций для процессора.

## Синтаксис
При запуске файла PBASIC программист определяет версию BASIC Stamp и версию PBASIC, которая будет использоваться. Переменные и константы обычно объявляются в первую очередь в программе. Цикл DO LOOP, FOR NEXT, IF и ENDIF, а также некоторые стандартные команды BASIC являются частью языка, но многие команды, такие как PULSOUT, HIGH, LOW, DEBUG и FREQOUT, являются собственными для PBASIC и используются для специальных целей, которые недоступны в традиционном BASIC (например, для включения пьезоэлектрического динамика BASIC Stamp).

## Программирование
В интегрированной среде разработки (IDE) PBASIC, работающей на ПК, программист должен выбрать 1 из 7 различных базовых штампов, BS1, BS2, BS2E, BS2SX, BS2P, BS2PE и BS2PX, что делается с помощью одной из следующих команд:
```
' {$STAMP BS1}
' {$STAMP BS2}
' {$STAMP BS2e}
' {$STAMP BS2sx}
' {$STAMP BS2p}
' {$STAMP BS2pe}
' {$STAMP BS2px}

```

Программист также должен выбрать, какую версию PBASIC использовать, что он или она может выразить с помощью таких команд:
```
' {$PBASIC 1.0} ' использовать синтаксис версии 1.0 (только BS1)
' {$PBASIC 2.0} ' использовать синтаксис версии 2.0
' {$PBASIC 2.5} ' использовать синтаксис версии 2.5

```

Пример программы, использующей HIGH и LOW для мигания светодиода вместе с DO...LOOP:
```
 DO  
   HIGH 1     ' включить светодиод на I/O pin 1
   PAUSE 1000 ' держать таковой включённым в течение 1 секунды
   LOW 1      ' выключить таковой
   PAUSE 500  ' держать таковой выключенным в течение ½ секунды
 LOOP         ' повторять бесконечно

```

Если программист выбирает Run в меню IDE, программа токенизируется и загружается в BASIC Stamp через кабель RS232 или USB и сохраняется в EEPROM Stamp как шитый код, и немедленно выполняется.

## Другие чипы
Микроконтроллер PICAXE использует версию BASIC, похожую на версию, используемую для программирования BASIC Stamp I.